# Olesicampe praecox
Olesicampe praecox är en stekelart som först beskrevs av Holmgren 1860.  Olesicampe praecox ingår i släktet Olesicampe och familjen brokparasitsteklar. Arten är reproducerande i Sverige. Inga underarter finns listade i Catalogue of Life.